# A House Divided (wargame)
A House Divided è un wargame a livello strategico per due giocatori che simula l'andamento della Guerra Civile Americana. Scritto da Frank Chadwick e pubblicato originariamente dalla Game Designers' Workshop, successivamente è stato ripubblicato, con una nuova veste grafica, dalla Phalanx Games.
La mappa di gioco rappresenta la parte degli Stati Uniti d'America, coinvolta dagli eventi di guerra, attraverso una serie di spazi collegati fra loro (la cosiddetta point-to-point map).
Il titolo è un riferimento al discorso House Divided tenuto da Abraham Lincoln il 16 giugno 1858 nell'accettazione della nomina come candidato del Partito Repubblicano dell'Illinois alla carica di senatore degli Stati Uniti, in cui Lincoln disse:
(Abraham Lincoln)

## Edizioni
Il gioco è stato pubblicato in tre edizioni, la prima nel 1981, la seconda nel 1989 e la terza nel 2001. Le prime due edizioni sono state pubblicate dalla Game Developer's Workshop, mentre la terza dall'olandese Phalanx Games aggiornando le regole e con pezzi di gioco di dimensioni maggiori.
I cambiamenti tra la prima e la seconda edizione sono stati pochi, principalmente le regole furono riscritte per maggiore chiarezza e con più esempi di gioco e furono aggiunte alcune regole opzionali per un maggior dettaglio. La mappa invece di essere stampata in un'unica plancia pieghevole era composta da quattro pezzi componibili ad incastro come un puzzle. La terza edizione è ritornata alla plancia pieghevole e ha cambiato il design di alcuni pezzi, le regole sono però rimaste virtualmente immutate dalla seconda edizione.

## Regolamento
A House Divided deve molta della sua popolarità alle sue regole relativamente semplici, con la possibilità di ottenere un maggior dettaglio aggiungendo delle regole opzionali. La partita viene giocata in turni in cui i due giocatori si alternano nel muovere i propri pezzi, uno controlla le forze dell'Unione, mentre l'altro quelle della Confederazione. Ogni turno completo rappresenta uno o due mesi di tempo reale, secondo il periodo dell'anno. Inizia il gioco il giocatore che controlla l'Unione, la partita inizia nel luglio 1861 e termina nel giugno 1865, salvo che uno dei due giocatori non ottenga prima le sue condizioni di vittoria.
Le pedine rappresentano unità di fanteria (da 10.000 a 15.000 uomini) e cavalleria (da 7.000 a 10.0000 cavalleggeri). Ogni pedina può essere di uno di tre ranghi: milizia, veterana ed élite. Tutte le unità iniziano con il rango di milizia e possono essere promosse al termine di una battaglia vittoriosa o nella fase di promozione del turno. Nessuna unità può essere promossa due volte nello stesso turno, se un'unità è stata promossa al termine di una battaglia non può ricevere un'ulteriore promozione nella fase di promozione.
La mappa rappresenta gli Stati Uniti orientali e contiene box che rappresentano le città principali, unite da linee che rappresentano strade, fiumi e ferrovie. Le unità sono posizionate nei box che rappresentano le città e possono spostarsi unicamente lungo le linee che le uniscono (con regole specifiche secondo se il tipo di connessione)
Ogni turno è diviso in quattro fasi eseguite in quest'ordine:
1. Movimento
2. Combattimento
3. Promozioni
4. Reclutamento

Nel gioco base non si sono limiti di stacking e ogni giocatori è libero di ispezionare le forze dell'avversario in ogni momento. Nel gioco avanzato c'è un limite di otto unità a quelle che possono partecipare ad un round di combattimento. La prima edizione includeva un gioco breve in aggiunta al gioco completo in cui solo i primi due turni sono giocati. Nelle edizioni successive sono state incluse regole per campagne più brevi che iniziano nel 1862, 1863 e 1864.
Il giocatore dell'Unione vince se controlla tutte le città confederate con un valore di reclutamento di 2 o 3 (New Orleans, Charleston, Mobile, Wilmington, Richmond, Atlanta e Memphis). Quando l'ultima di queste è stata catturata il gioco termina immediatamente con la vittoria dell'Unione. Il giocatore Confederato vince se ottiene una di queste condizioni:
1. Cattura Washington (vince immediatamente)
2. Cattura abbastanza città da raggiungere un valore massimo per l'esercito confederato maggiore di quello dell'Unione (vince immediatamente)
3. Il gioco arriva al 40º turno senza che l'Unione sia riuscita a vincere (vittoria al termine del gioco)

Le regole del gioco forzano il giocatore a considerare le mosse secondo la strategia dei generali dell'epoca, le linee lungo cui può muovere le forze corrispondono a quelle storiche, le regole per il movimento della cavalleria permettono di simulare i raid alle spalle del nemico e così via.

## Riconoscimenti
A House Divided ha vinto il Charles S. Roberts/Origins Award per Miglior Gioco da Tavolo pre-ventesimo secolo del 1981 e la seconda edizione lo stesso premio nel 1989